# Ёсида, Масатака
Масатака Ёсида (яп. 吉田 正尚 Ёсида Масатака, 15 июля 1993, Фукуи) — японский бейсболист. Выступает на позиции аутфилдера в клубе Главной лиги бейсбола «Бостон Ред Сокс». С 2016 по 2022 год играл в Японской профессиональной лиге за клуб «Орикс Баффалос». Победитель Японской серии в сезоне 2022 года. Четырёхкратный участник Матча всех звёзд Японской лиги. Игрок национальной сборной Японии, олимпийский чемпион игр в Токио, победитель Мировой бейсбольной классики 2023 и WBSC Премьер-12 2019.

## Биография

### Карьера в Японии
Масатака Ёсида родился 15 июля 1993 года в Фукуи. Играл за бейсбольную команду Университета Аояма, в 2015 году он был выбран клубом «Орикс Баффалос» в первом раунде драфта японской лиги. В составе команды он провёл семь сезонов, заработав репутацию хорошего контактного бьющего, получив всего 300 страйкаутов в 2703 выходах на биту. Его суммарный показатель отбивания за этот период составил 32,7 %, он выбил 133 хоум-рана и набрал 467 RBI. В 2020 и 2021 годах Ёсида становился лучшим отбивающим Тихоокеанской лиги. Четыре раза он принимал участие в Матче всех звёзд Японского профессионального бейсбола. В 2021 году в составе сборной Японии Ёсида выиграл бейсбольный турнир Олимпийских игр в Токио. В 2022 году он помог Баффалос выиграть первый за двадцать шесть лет чемпионский титул. В 5 игре Японской серии выбил два хоум-рана, в том числе уок-офф хоум-ран.

### Карьера в МЛБ
В декабре 2022 года Ёсида заявил о намерении продолжить карьеру в США. 7 декабря «Орикс» разместили игрока, предоставив клубам МЛБ 30 дней для подписания контракта. 15 декабря Ёсида подписал пятилетний контракт на общую сумму 90 млн долларов с клубом «Бостон Ред Сокс». Соглашение стало крупнейшим в истории для полевых игроков из Японии. По условиям соглашения между Главной лигой бейсбола и Японским профессиональным бейсболом, «Орикс Баффалос» получили компенсацию в размере 15,375 млн долларов. В январе 2023 года Baseball America разместил аутфилдера на 87-м месте в списке ста самых перспективных игроков МЛБ. Питер Абрахам, обозреватель «Ред Сокс» для The Boston Globe, назвал это «тревожно низкой» позицией. Дебютировал 30 марта в игре против «Балтимор Ориолс», заработав ран, отбив два хита и один RBI в четырёх выходах на биту. 23 апреля в матче с «Милуоки Брюэрс» выбил два хоум-рана в одном матче, в том числе грэнд слэм. Был назван игроком недели 1—7 мая в Американской лиге, когда имел 12 из 25, 1,319 OPS и ноль замахов и промахов. 

### Международная карьера
Выступает за сборную Японии с 2014 года. Представлял страну на летней универсиаде 2015, в выставочной игре против сборной Мексики и на WBSC Премьер-12 2019. В 2023 году в составе сборной стал победителем Мировой бейсбольной классики 2023. Турнир закончил с рекордным показателем RBI (13). В конце сорвевнования был включён в символическую команду турнира.